# Francesco Schettino
Francesco Schettino (* 14. listopadu 1960 Neapol, Kampánie, Itálie) je bývalý italský námořní kapitán, který vedl luxusní výletní loď Costa Concordia patřící společnosti Costa Cruises, když ztroskotala. Při této katastrofě 13. ledna 2012 poblíž italského ostrova Giglio přišlo o život z řad pasažérů i členů posádky 32 osob. Za své profesní selhání před katastrofou lodi i po ní byl 31. května 2016 odsouzen k 16 letům vězení. 12. května 2017 odvolací soud potvrdil rozsudek nižší instance.